# Hours
Hours é uma comuna francesa na região administrativa da Nova Aquitânia, no departamento dos Pirenéus Atlânticos. Estende-se por uma área de 5,76 km². Em 2010 a comuna tinha 266 habitantes (densidade: 46,2 hab./km²).